# Carlos Najurieta

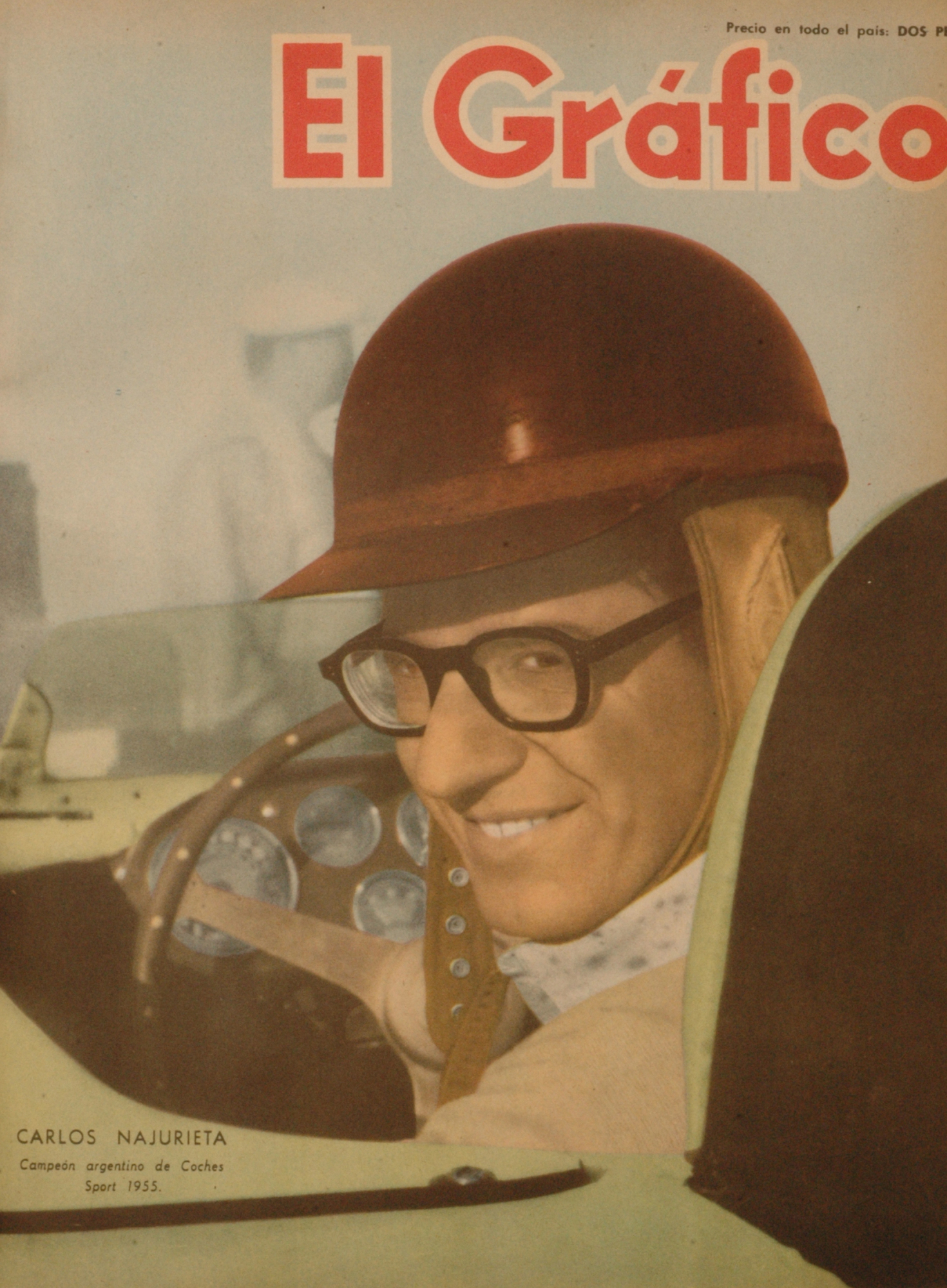
Carlos Najurieta 1956

Carlos Raul Najurieta (* 24. Oktober 1924 in Partido Avellaneda) ist ein ehemaliger argentinischer Autorennfahrer.

## Karriere als Rennfahrer
Carlos Najurieta war in den 1950er-Jahren in Argentinien ein bekannter und erfolgreicher Autorennfahrer. Nach einem zweiten Rang hinter Enrique Sáenz-Valiente 1954, wurde er 1955 auf einem Ferrari vor Sáenz-Valiente und Alberto Rodríguez Larreta argentinischer Sportwagenmeister. 1956 wurde er erneut Gesamtzweiter dieser Meisterschaft und siegte beim 500-Meilen-Rennen von Rafaela.
Viermal war er beim 1000-km-Rennen von Buenos Aires am Start. Beste Platzierung war der zweite Rang mit César Rivero im Ferrari 375MM beim zur Sportwagen-Weltmeisterschaft 1955 zählenden Rennen.

## Statistik

### Einzelergebnisse in der Sportwagen-Weltmeisterschaft
| Saison | Team | Rennwagen     | 1   | 2   | 3   | 4   | 5   | 6   |
| ------ | ---- | ------------- | --- | --- | --- | --- | --- | --- |
| 1954   |      | Ford          | BUA | SEB | MIM | LEM | RTT | CAP |
| 1954   | DNF  | Ford          |     |     |     |     |     |     |
| 1955   |      | Ferrari 375MM | BUA | SEB | MIM | LEM | RTT | TAR |
| 1955   | 2    | Ferrari 375MM |     |     |     |     |     |     |
| 1956   |      | Ferrari 375MM | BUA | SEB | MIM | NÜR | KRI |     |
| 1956   | DNF  | Ferrari 375MM |     |     |     |     |     |     |
| 1960   |      | Maserati 300S | BUA | SEB | TAR | NÜR | LEM |     |
| 1960   | DNF  | Maserati 300S |     |     |     |     |     |     |